# Walter Molino
Walter Molino (5 tháng 11 năm 1915 –  8 tháng 12 năm 1997) là một nhà báo, họa sĩ biếm họa, họa sĩ truyện tranh và họa sĩ minh họa người Ý.

## Tiểu sử và sự nghiệp
Molino sinh ra và lớn lên tại Reggio Emilia, năm 15 tuổi, gia đình ông chuyển đến Milano sinh sống, ông theo học tại Trường Trung học Cổ điển Berchet. Molino khởi đầu theo đuổi sự nghiệp vẽ tranh minh họa và biếm họa chuyên nghiệp từ năm 1935, cộng tác với những tờ báo Il Popolo d'Italia (cơ quan ngôn luận của Đảng Phát xít quốc gia), Il Monello và L'Intrepido. Năm 1936, ông bắt đầu làm việc cho tạp chí châm biếm Bertoldo, và trở thành họa sĩ truyện tranh vào năm 1938 với tập truyện khoa học viễn tưởng Virus, il mago della Foresta Morta, viết lời bởi Federico Pedrocchi. Ông và Pedrocchi sau đó còn kết hợp với nhau trong tập truyện Capitan l'Audace của tạp chí L'Audace, Maschera Bianca,...
Kể từ 1941, Molino làm người vẽ bìa minh họa chính thức cho La Domenica del Corriere, kế nhiệm Achille Beltrame. Ông đã cộng tác với tạp chí phụ nữ Grand Hotel dưới vai trò người vẻ bìa minh họa và họa sĩ vẽ "cineromanzi", những truyện tranh thường theo thể loại lãng mạn hay kịch tâm lý tình cảm, với những nhân vật giống diễn viên điện ảnh.
Trong năm 2020, bức tranh của ông với tựa đề In città gireremo così? được in trong tờ La Domenica del Corriere phát hành ngày 16 tháng 12 năm 1962, mô tả cuộc sống trong tương lai của những con người trong thành thị biệt cách nhau bởi loại phương tiện di chuyển được che chắn kĩ bằng những lồng kính kín, tạo nên sự mất kết nối, được cho là đã tiên đoán đúng về thực tại xã hội của hơn năm mươi lăm năm sau khi mà dịch bệnh bùng phát và hoành hành ở nhiều nơi trên thế giới (tiêu biểu là Đại dịch COVID-19), khiến mọi người phải chọn cách hạn chế giao tiếp cũng như tiếp xúc với nhau.
Ông qua đời năm 1997 và được chôn cất tại nghĩa trang tại Lambrate.

## Gia đình
Walter Molino kết hôn với Nerina Morra vào năm 1940 và có hai người con, cả hai đều chọn con đường nghệ thuật: Marina Molino trở thành một họa sĩ biếm họa giống cha mình còn Pippo Molino theo đuổi sự nghiệp âm nhạc với công việc nhạc sĩ, nhà soạn nhạc.

## Nhận định
Molino là một họa sĩ nổi tiếng tại Ý vào những năm bốn mươi cho đến sáu mươi của thế kỷ 20. Tài năng của ông được công nhận và đánh giá bởi nhiều dịch giả, nhà báo và nhà văn lúc bấy giờ như Indro Montanelli, Giovanni Mosca, Oreste del Buono.
| “                  | Nguyên văn: Quadri di fatti e misfatti, di povera gente o somme autorità, colte in momenti significativi, senza adulazione, ma senza neppure denigrazione, con affettuosa comprensione e leale pietà. Tạm dịch: Những bức tranh về việc làm tốt cũng như sai trái, của những người dân nghèo hay tầng lớp thượng lưu, được ghi lại trong những khoảnh khắc quan trọng, không xu nịnh cũng không hề gièm pha, với sự hiểu biết trìu mến và lòng mộ đạo chân thành. | ” |
| — Oreste del Buono | |   |

| “                   | Nguyên văn: Molino trasforma la realtà in poesia, rispettandola. Tạm dịch: Molino biến hiện thực thành thơ ca, đầy tôn trọng. | ” |
| — Marcello Marchesi | |   |